# Alex Kershaw

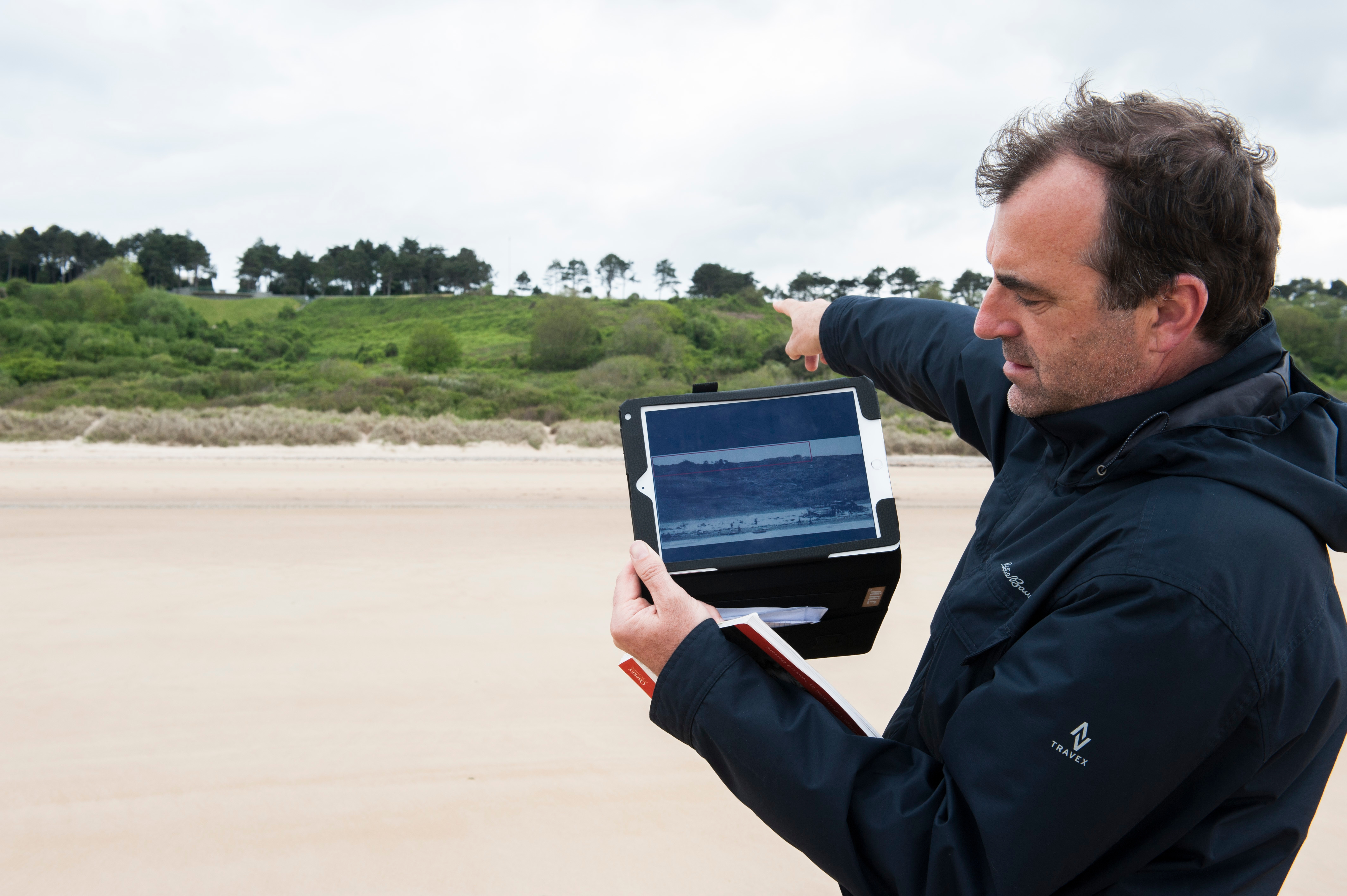
Alex Kershaw

Alex Kershaw (* 1966 in York) ist ein britischer Journalist und Autor von Büchern zur Geschichte des Zweiten Weltkriegs.

## Leben
Alex Kershaw studierte Politikwissenschaften, Philosophie und Ökonomie am University College Oxford. Er arbeitete als Lehrer an der Whitgift School und wurde danach freier Journalist für verschiedene britische Zeitungen, darunter auch für The Guardian, The Independent und The Sunday Times. Kershaw hat verschiedene biografisch angelegte Bücher zu zeitgeschichtlichen Themen veröffentlicht, darunter biografische Romane zu Jack London und Robert Capa. Er schilderte die Battle of Britain und den alliierten Kampf in der deutschen Ardennenoffensive (The Longest Winter).
Sein auf Interviews und Quellenstudium beruhende biografische Studie The Liberator: One World War II Soldier's 500-Day Odyssey from the Beaches of Sicily to the Gates of Dachau über den Offizier der US-Army Felix Sparks (1917–2007) behandelt die Kampfhandlungen Sparks auf dem europäischen Kriegsschauplatz im Zweiten Weltkrieg: Die Kämpfe um Sizilien, der alliierte Brückenkopf in Anzio, die Eroberung der Festungsstadt Aschaffenburg. Auf den letzten einhundert von vierhundert Seiten behandelt er die Erschießung von SS-Männern bei der Befreiung des KZ Dachau, an der Sparks als Bataillonskommandeur der US-amerikanischen Truppeneinheit beteiligt war, die das KZ Dachau befreite. Der FAZ-Rezension durch den deutschen Journalisten Andreas Kilb zufolge trägt Kershaws Buch nicht zur Erhellung der Geschehnisse bei. 2020 veröffentlichte Netflix mit Der Befreier eine vierteilige Miniserie, die auf dem Buch basiert.
Kershaw  lebt in Williamstown, Massachusetts.

## Werke (Auswahl)
- The Bedford Boys: one American town’s ultimate D-Day sacrifice. Cambridge, MA: Da Capo Press, 2003. ISBN 0-306-81167-7
- Jack London: A Life. London: Harper Collins, 1997. ISBN 0-00-255585-9
- Blood and Champagne: The Life and Times of Robert Capa, Cambridge, MA: Da Capo Press, 2006. ISBN 0-306-81356-4
  - Übersetzung: Robert Capa: Der Fotograf des Krieges. Aus dem Englischen von Olaf Matthias Roth. Berlin: Ullstein, 2004. ISBN 3-550-07607-X
- The Longest Winter – The Battle of the Bulge and the Story of World War II’s Most Decorated Platoon. Cambridge, MA: Da Capo Press, 2004. ISBN 0-306-81304-1
- The Few: The American "Knights of the Air" Who Risked Everything to Fight in the Battle of Britain. Cambridge, MA: Da Capo Press, 2006. ISBN 0-306-81303-3
- Escape from the Deep: A Legendary Submarine and Her Courageous Crew. Philadelphia, Pa.: Da Capo Press 2008. ISBN 978-0-306-81519-5
- The Envoy: The Epic Rescue of the Last Jews of Europe. Cambridge, MA: Da Capo Press, 2010. ISBN 978-0-306-81557-7
- The Liberator: One World War II Soldier’s 500-Day Odyssey from the Beaches of Sicily to the Gates of Dachau. New York: Crown Broadway, 2012. ISBN 978-0-307-88799-3
  - Übersetzung: Der Befreier: Die Geschichte eines amerikanischen Soldaten im Zweiten Weltkrieg. Aus dem Englischen von Birgit Brandau. München: DTV, 2014. ISBN 978-3-423-28030-3